# American Idol Season 10 Highlights: Haley Reinhart
American Idol Season 10 Highlights: Haley Reinhart es el primer EP de la cantante Haley Reinhart. El EP es una grabación de éxitos de otros cantantes como Adele, Alanis Morissette, Elton John y Led Zeppelin.

## Lista de canciones
| Edición estándar |                                    |                                 |          |  |
| N.º              | Título                             | Escritor(es)                    | Duración |  |
| 1.               | «The House of the Rising Sun»      | Tradicional                     | 3:22     |  |
| 2.               | «Bennie and the Jets»              | Elton John y Bernie Taupin      | 3:19     |  |
| 3.               | «Rolling In The Deep»              | Adele, Paul Epworth             | 3:55     |  |
| 4.               | «What is and What Should Never Be» | Jimmy Page, Robert Plant        | 4:16     |  |
| 5.               | «You Oughta Know»                  | Alanis Morissette, Glen Ballard | 4:10     |  |